# Claude Bazin de Bezons
Pour les articles homonymes, voir Bazin et Bezons (homonymie).
Claude Bazin, chevalier, seigneur de Bezons, né à Paris en 1617 et mort le 20 mars 1684, est un avocat et homme d'État français du XVIIe siècle.

## Biographie
Petit-fils de Claude Bazin, docteur régent en la faculté de médecine à Paris, qui épousa Marie Chanterel (dont la famille possédait la seigneurie de Bezons) en 1571 et qui fut anobli par Louis XIII en 1611, fils de Claude Bazin de Bezons, qui épousa Suzanne-Henriette Talon (elle-même sœur d'Omer Talon), Claude Bazin de Bezons est avocat au Grand Conseil. En 1643, il est élu membre de l'Académie française, dont il deviendra le doyen.
Il est intendant de la justice, de la police et des finances de la généralité de Soissons, puis de Languedoc de 1654 à 1674, et c'est à ce titre que nommé commissaire à la vérification de la noblesse, il dirige dans cette province la grande enquête sur la noblesse ordonnée dans tout le royaume par le roi Louis XIV. Il est également commissaire pour la réorganisation des universités de Toulouse et de Montpellier. De retour à Paris, il est nommé conseiller d'État.
Membre de l'académie française, il a occupé de 1643 à sa mort en 1684 le fauteuil 1. Il n'a laissé comme écrits que des pièces fugitives, dont quelques discours et harangues, ainsi qu'une traduction du traité de Prague entre Ferdinand II et le duc de Saxe en 1635.

## Descendance
Il laisse une descendance qui s'est distinguée : 
- Louis fut Intendant de province, d'abord à Limoges puis à Bordeaux;
- Jacques (1646-1733) fut Maréchal de France,
- Suzanne (1648-1699) épouse l'intendant de Normandie Louis Le Blanc, dont le Secrétaire d'État de la Guerre Claude Le Blanc et deux  évêques: Denis-Alexandre Le Blanc, évêque de Sarlat et François-César Le Blanc, évêque d'Avranches ;
- Armand (1654-1721) fut archevêque de Rouen,
- Omer fut chevalier de Malte[1] et trouva la mort en 1679 sur le vaisseau Le Conquérant, au large de Belle-île-en-mer.